# Wii Sports
Wii Sports (Japans: Wii スポーツ Wii Supōtsu) is een sportspel voor de Wii-spelcomputer, ontwikkeld en uitgegeven door het Japanse bedrijf Nintendo en op de markt gebracht in 2006. Het is het eerste spel dat voor de Wii werd uitgebracht en wordt gratis meegeleverd bij elke Wii, behalve in Japan. Wii Sports maakt deel uit van de reeks spellen in de Wii-serie.
Wii Sports zit gratis bij de aanschaf van een Wii om de nieuwe gebruikers te laten zien wat de mogelijkheden van deze console zijn. Het spel is een verzameling van vijf sportsimulaties waarvoor de armen nodig zijn; tennis, honkbal, bowling, golf en boksen. Spelers gebruiken de Wii-afstandsbediening die op zijn beurt de bewegingen van de speler waarneemt en in het spel dezelfde beweging genereert. De regels van alle sporten zijn vereenvoudigd om toegankelijkheid te verbeteren voor nieuwe spelers en spelers die de sporten zelf niet beheersen. Het spel bevat ook een training- en fitnessmodus waarin de voortgang van de speler in kaart wordt gebracht.
Sinds mei 2009 is Wii Sports het best verkochte videospel aller tijden, met 45,71 miljoen verkochte exemplaren wereldwijd; hierbij zijn alle exemplaren die met de console zijn meegeleverd inbegrepen. Het spel werd opgevolgd door Wii Sports Resort, dat in 2009 werd uitgebracht.

## Gameplay

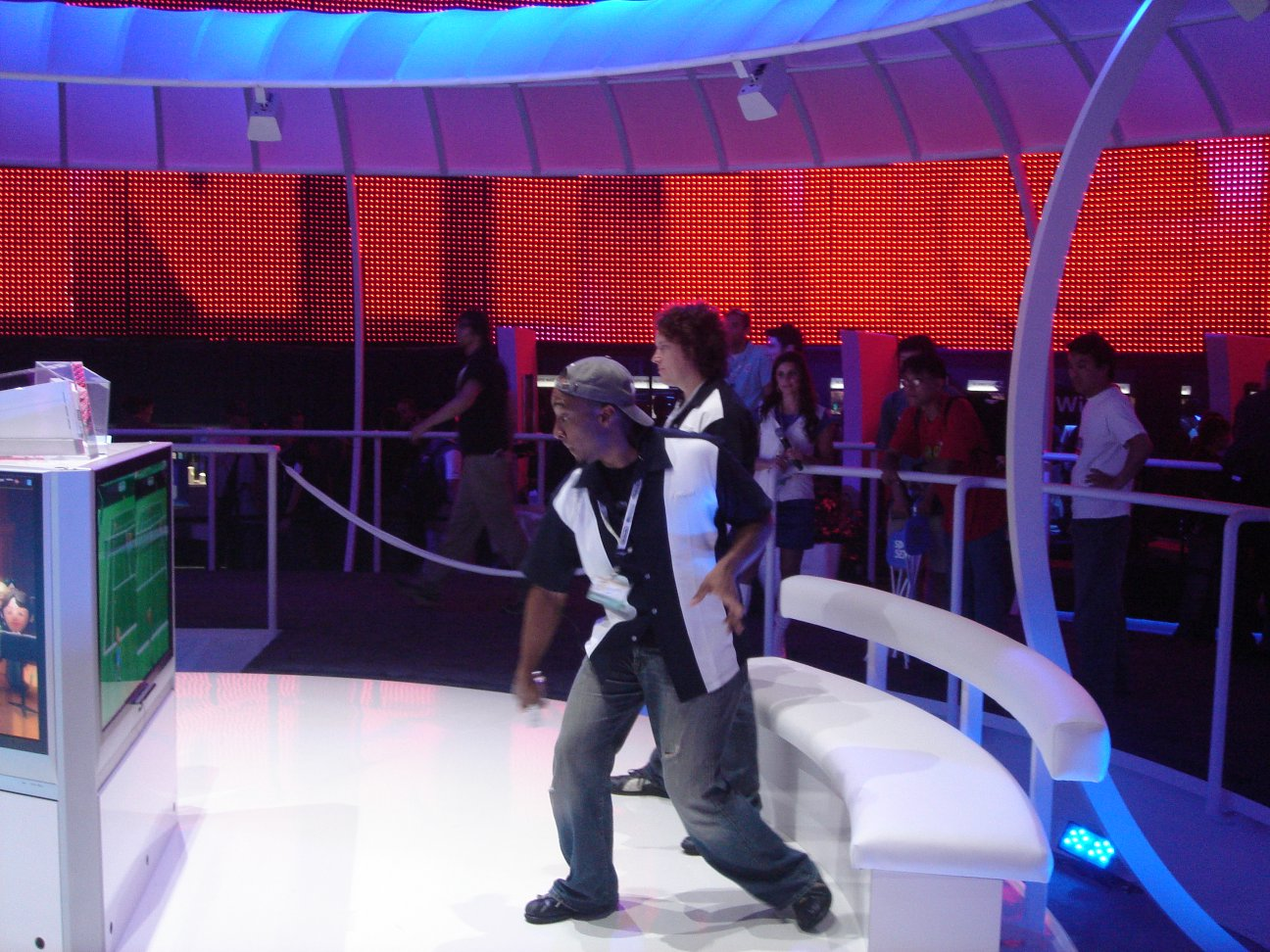
Twee spelers spelen het tennisonderdeel van Wii Sports.

In Wii Sports zijn er vijf sporten speelbaar: tennis, honkbal, bowling, golf en boksen, die vanuit het hoofdmenu toegankelijk zijn. Het spel maakt gebruik van de bewegingsdetector in de Wii-afstandsbediening en Nunchuk om de acties van de spelers te transformeren naar de bewegingen van de personages in het spel. De speler beweegt de afstandsbediening op dezelfde manier zoals in het echt ook wordt bewogen in de desbetreffende sport zoals het vasthouden en slaan met de Wii-afstandsbediening als een golfclub, honkbalknuppel of bowlingbal. Bepaalde aspecten van de gameplay lopen computergestuurd. Bij tennis gaat de beweging van spelers automatisch, terwijl de swing met het racket wordt bestuurd door de speler. Honkbal bestaat uit een slag- en een pitchbeurt die door de speler wordt bestuurd, de rest verloopt computergestuurd.
| Sport   | Modus                                   |
| ------- | --------------------------------------- |
| Tennis  | Enkelspel Dubbelspel                    |
| Honkbal | Slaan Pitchen                           |
| Bowling | Tien-kegel Tien-beurten spel            |
| Golf    | 3 holes 9 holes                         |
| Boksen  | Bokswedstrijd bestaande uit drie rondes |

Elke sport bevat de standaard speelmodus training mode, wat mogelijkheden geeft voor meerdere spelers. Bij de standard mode worden bij de sporten de volgende methodes gebruikt:
De training mode is een singleplayeroptie waarin de speler kan oefenen op bepaalde aspecten van een sport en medailles kan verdienen als hij dat goed doet. Elke sport heeft zowel een singleplayer als een multiplayeroptie waardoor sommige sporten zelfs met vier spelers kunnen worden gespeeld (zie tabel rechts). Bij bowlen en golf kunnen meerdere spelers steeds één Wii-afstandsbediening doorgeven, terwijl bij tennis elke speler een eigen Wii-afstandsbediening nodig heeft. De multiplayeroptie van Wii Sports laat de spelers het tegen elkaar opnemen. Tennis is hier een uitzondering op omdat de spelers ook samen met iemand kunnen spelen tijdens een dubbelspel.
| Aantal spelers per discipline | Aantal spelers per discipline |
| Discipline                    | Spelers                       |
| ----------------------------- | ----------------------------- |
| Tennis                        |                               |
| Honkbal                       |                               |
| Bowling                       |                               |
| Golf                          |                               |
| Boksen                        |                               |

De opmaak van de personages in het spel komen uit het Mii kanaal van de Wii waarin spelers hun eigen Mii (een individuele avatar) kunnen samenstellen. Wii Sports was het eerste Wii-spel dat deze functie daadwerkelijk ondersteunde. Mii's die op de Wii zijn opgeslagen worden als publiek gebruikt bij het bowlen en ook als leden van de honkbalteams. De niet-speelbare personages zijn ook gemaakt door het Mii kanaal, maar zitten verwerkt in het spel zelf en worden niet geladen vanuit het Mii kanaal. Mii's die op de ene Wii zijn gemaakt kunnen worden overgezet naar een andere Wii door gebruik te maken van het interne geheugen in de Wii-afstandsbediening.

### Voortgang van de speler
Na afloop van een spel verdient of verliest elke speler vaardigheidspunten afhankelijk van zijn prestatie. Bij sommige sporten kunnen echter geen vaardigheidspunten worden verdiend in de multiplayermode. Alle tot dan toe vergaarde punten worden in kaart gebracht in een grafiek. Nadat een speler 1000 of meer vaardigheidspunten heeft verdiend in een sport bereikt deze de "pro" status waardoor het uiterlijk van de Mii ook een klein beetje verandert. Als een Mii de pro status bereikt krijgt de speler een bericht op het Wii prikbord dat hierop wijst. Bij het singleplayer boksen en tennissen neemt de hoeveelheid publiek toe als het vaardigheidsniveau van de speler dat ook doet. Wii Sports bevat ook een fitnesstest die de fitnessleeftijd van de speler berekent. Deze test verwerkt de prestaties van de speler in drie willekeurig gekozen uitdagingen van de training mode. Bij het bereken van fitnessleeftijd wordt rekening gehouden met de werkelijke leeftijd, balans, snelheid en het uithoudingsvermogen van de speler. Deze test kan maar eens per dag per Mii worden afgenomen.

## Ontwikkeling

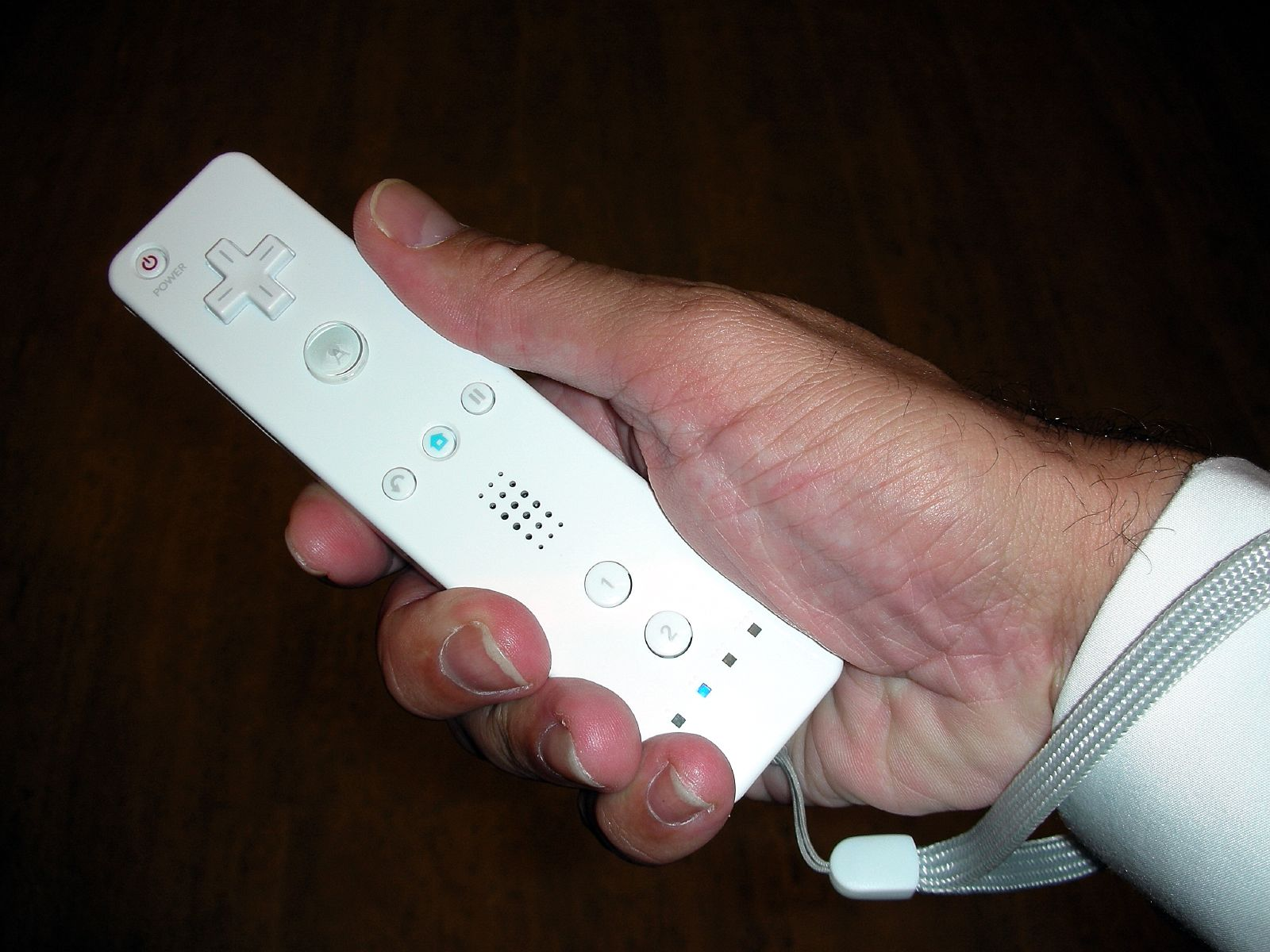
Een Wii-afstandsbediening in de hand.

Katsuya Eguchi, de manager van de Software Ontwikkeling Groep 2 van Nintendo Entertainment Analysis and Development, leidde de ontwikkeling van Wii Sports. Nintendo probeerde met de Wii mensen te bereiken die nog nooit een videospel hebben gespeeld. Om dit succesvol te doen hadden ze software nodig waarbij zowel de ervaren als de nieuwe spelers op een leuke manier interactie aan konden gaan met elkaar. Nintendo hoopte ook dat spelers het spel dagelijks zouden spelen en daaruit ontstond Wii Sports waarmee ze dit hoopten te bereiken. Wii Sports werd ontwikkeld als een eenvoudige introductielijn, bedoeld om zowel gamers als niet-gamers iets te kunnen bieden. Het thema, sport, werd gekozen omdat iedereen er weleens mee te maken heeft gehad en het dus een vertrouwd gevoel teweegbrengt. In plaats van de focus te leggen op professionele atleten of realistische beelden, werd het spel zo vormgegeven dat iedereen het kon spelen. Gameplay, zoals het rennen naar een bal bij tennis, werd weggelaten om de eenvoud te behouden. Eigenlijk wilde Nintendo Mario personages gebruiken voor het spel, maar deze werden er later uitgehaald wegens feedback van de spelers, die de Mii's prefereerden. Het spel ondersteunt een 16:9 breedbeeld ratio en progressive scan, loopt met 60 beelden per seconde, en maakt gebruik van de versnellingsmeter in de Wii-afstandsbediening om de bewegingen van de speler te kunnen interpreteren. De bewegingen, zoals pitchen en slaan, moesten kunnen worden gedetecteerd om ze zo realistisch mogelijk te maken. Omdat Nintendo niet had verwacht dat spelers speciaal een Wii zouden kopen om Wii Sports te kunnen spelen, bundelde het bedrijf het spel met de Wii; Nintendo was ervan overtuigd dat door deze manier van distributie meer spelers met het spel in aanraking zouden komen. Ook ging Nintendo uit van een goede mond-tot-mondreclame door spelers die van het spel genoten.

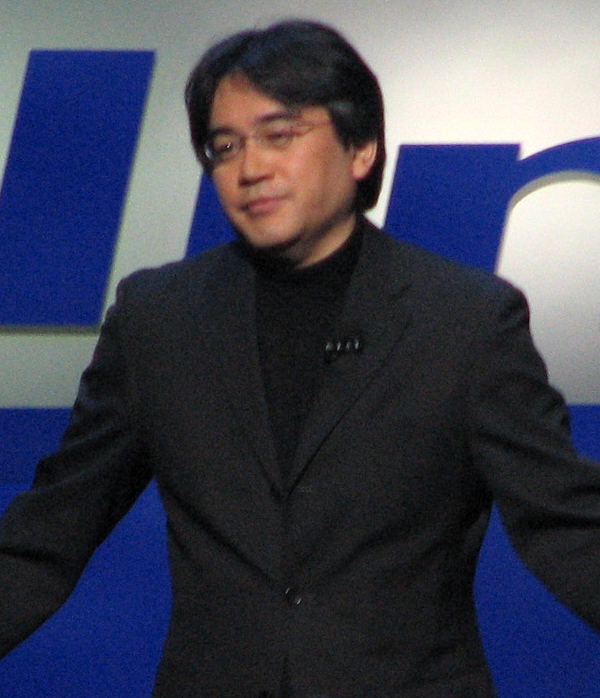
Satoru Iwata op Nintendo's persconferentie op de E3 in 2006

Voorafgaand aan de Electronic Entertainment Expo (E3) Media en Business Top van 2006, werd de eerste sport in het spel aangekondigd als Wii Sports: Tennis. Later werd via Nintendo's persconferentie op de E3 van 2006 duidelijk dat het deel uit zou gaan maken van een sportpakket. Satoru Iwata introduceerde dit pakket als Wii Sports en vertelde dat het pakket tennis, golf en honkbal zou bevatten. Het spel was te zien in een videodemonstratie en er werd een demo gespeeld tijdens de persconferentie. Deze demo werd gespeeld door Iwata en Reggie Fils-Aime in een dubbelspel tennis tegen Shigeru Miyamoto en de winnaar van een wedstrijd. De andere sportspellen waren speelbaar tijdens de E3 en hadden een gelijksoortige benaming als het tennisspel, zoals Wii Sports: Baseball, Wii Sports: Golf en Wii Sports: Airplane. Bij honkbal kon alleen nog maar met de knuppel worden geslagen en pitchen was nog niet mogelijk. Het vliegtuigspel leek erg op het videospel Pilotwings en liet de speler een vliegtuig door ringen manoeuvreren binnen een bepaalde tijd. Uiteindelijk werd dit spel niet toegevoegd aan het uiteindelijke product, maar een gelijksoortige versie was terug te vinden in het vervolg: Wii Sports Resort. Op het Nintendo World evenement op 14 september 2006, kondigde Reggie Fils-Aime aan dat Wii Sports gratis bij elke Wii zou worden geleverd. Het bowlen en boksen werden hier ook geïntroduceerd aan het publiek.

## Ontvangst
Globaal gezien werd Wii Sports positief beoordeeld door critici en het spel kreeg verschillende prijzen van de gamepers en van de entertainmentgemeenschap. Het is het best verkochte videospel aller tijden met (tot maart 2009) 45,71 miljoen verkochte exemplaren wereldwijd. Dit komt uiteraard deels doordat het spel gebundeld zit bij de Wii en die, sinds de eerste dag van uitgave, zeer goede verkoopcijfers behaalt. Wii Sports verscheen ook op televisie in de Wii-reclames, nieuwsbulletins en andere programma's. Het spel is uitgegroeid tot een populaire bezigheid bij sociale bijeenkomsten en competities tussen spelers van verschillende leeftijden.
Wii Sports is een enorm commercieel succes geworden; eind 2007 was het het best verkochte Wii-spel. In Japan, waar het spel niet werd gebundeld met het systeem, verkocht men er 176.167 exemplaren van in de eerste twee dagen, wat een record was voor de zevende generatie consolespellen in Japan. In februari 2007 overschreed het spel er de 1 miljoengrens. Begin mei 2007 plaatste Media Create, onderzoeker van de game-industrie, Wii Sports als derde in hun top 20 spellen in Japan. Het was het bestverkochte spel van 2007 in Japan met 1.911.520 verkochte exemplaren. In 2008 was het het tiende best verkochte spel in Japan met 841.736 verkochte exemplaren. Tot en met 31 maart 2009 werden volgens Nintendo van het spel wereldwijd 45,71 miljoen exemplaren verkocht, inclusief gebundelde exemplaren.

### Critici
| Gemiddelde Score           | Gemiddelde Score |
| Bron                       | Score            |
| -------------------------- | ---------------- |
| GameRankings               | 77%              |
| Metacritic                 | 76               |
| Review Score               |                  |
| Publicist                  | Beoordeling      |
| 1UP.com                    | C+               |
| Eurogamer                  | 8/10             |
| Game Informer              | 6,5/10           |
| GamePro                    | 4,25/5           |
| GameTrailers               | 8/10             |
| IGN                        | 7,5/10           |
| [N]Gamer                   | 8,5/10           |
| Official Nintendo Magazine | 90%              |
| Power Unlimited            | 85%              |
| Computer and Video Games   | 7/10             |

Wii Sports is over het algemeen positief beoordeeld. Jurjen Tiersma, recensent voor het tijdschrift Power Unlimited, stelde op een Wii-lanceringsfeestje dat hij het spel eigenlijk de hoogst haalbare score wilde geven, maar dat hij uiteindelijk besloot toch voor een score van 85% te gaan omdat hij vond dat er nog onderdelen waren die verbeterd konden worden. Recensent Olivier de Neve van het Nintendotijdschrift [N]Gamer, beoordeelde het spel met een 8,5. Hij gaf het spel geen 10 omdat hij "nooit het gevoel had dat hij de Mii's écht onder controle had" en "Wii Sports op papier spannender vond klinken dan het in werkelijkheid was."
GameTrailers noemde het spel een aanvulling voor de Wii en vond dat de vijf sporten tezamen "een leuk pakket" opleverden. Ook vonden ze dat het spel genoeg uitdagende gameplay bevatte voor de ervaren spelers zonder dat dit ten koste ging van de toegankelijkheid voor beginnende spelers. Nochtans stelde GameTrailers dat het ontbreken van een optie voor toernooien een gemis was en dat ze het spel niet los zouden kopen als het niet bij het systeem was gebundeld. GamePro stelde ook dat het positief was dat Wii Sports automatisch bij de hardware werd verkocht. IGN noemde het "een succesvol paradepaardje voor Nintendo's nieuwe hardware" en ze waardeerden de mogelijkheid om Mii's te importeren. GameSpot complimenteerde de mogelijkheden voor meerdere spelers en de fitnesstest. IGN vond de besturing "revolutionair" en intuïtief. GamePro kwam met eenzelfde conclusie terwijl GameSpot stelde dat de besturing soms wat onregelmatig aanvoelde. De gemeenschappelijke kritiek richtte zich vooral op de graphics en het dieptegebrek bij het afzonderlijk spelen. IGN stelde dat het spel "tekortschiet in diepte en het visuele vlak" en noemden de graphics "generisch" en "ouderwets". Andere recensisten vonden dat de graphics beter pasten bij spellen op een ouder spelsysteem van Nintendo zoals de GameCube. GameSpot bekritiseerde de te eenvoudige opzet van de sporten en GamePro vond dat sporten afzonderlijk minder diepte bevatten dan het gemiddelde computer-sportspel.
De verschillende sporten werden door de critici ook apart beoordeeld. IGN noemde bowling, tennis en honkbal "leuk en verslavend", terwijl Eurogamer zei dat de gameplay van honkbal, golf en boksen diepte miste in vergelijking met tennis en bowling. PC Magazine-columnist John C. Dvorak, een amateurbowler, prees de realistische fysieke elementen bij bowling en stelde dat "Nintendo ontzagwekkend goed had geprogrammeerd." Hij was lovend over de toevoeging van fysieke activiteiten aan videospellen, maar klaagde over last van zijn schouder en pols bij langdurig gebruik. IGN vond bowling de beste ervaring van de vijf spellen. GameTrailers vond dat golf het meest diepgang had, maar bekritiseerde het gemis aan verschillende banen en de onvoorspelbare besturing bij het slaan van een slice shot. GamePro stelde dat golf het meest te bieden had, er het beste uitzag, maar ook de ingewikkeldste besturing had van alle spellen. GameTrailers noemde tennis het toegankelijkst en makkelijk te spelen, maar bekritiseerde de moeilijkheid om spin aan een bal te geven. IGN noemde tennis ook als een van de leukere spellen maar vond het jammer dat de spelers automatisch over het veld liepen. GameTrailers noemde honkbal het meest "waardeloos" doordat geluk een grote rol speelde. Ze noemden boksen de beste training van Wii Sports, maar waren niet enthousiast over de ingewikkelde timing om fatsoenlijk te slaan. IGN vond boksen "een karwei om te spelen" en vond het de slechtste ervaring van de vijf sporten.

### Prijzen
De onthulling van Wii Sports op de E3 van 2006 leverde het spel meteen verschillende prijzen op. Op het evenement won het de Game Critics Awards in de categorie "beste sportspel". 1UP.com prees het als "beste Wii-spel" en "meest originele spel" in hun lijst met het beste van E3 2006. Nadat Wii Sports officieel was uitgebracht ontving het verschillende prijzen van verschillende organisaties, websites en tijdschriften. IGN noemde het het beste sportspel van 2006. Het tijdschrift Time plaatste het spel op nummer één in hun top 10 van beste videospellen van 2006. Wii Sports won in 2006 ook de "innovatie award" van het Japanse speltijdschrift Famitsu. Electronic Gaming Monthly kende het spel de prijs toe voor de beste multiplayer ervaring in hun "1Up Network Awards". Wii Sports kreeg in 2007 ook prijzen voor de "vooruitgang in het ontwikkelen van gameplay", "vooruitgang in speldesign" en "innovatie in videogames" tijdens de Interactive Achievement Awards. Ook won het spel in 2007 de innovatieprijs en speldesign prijs bij de Game Developers Choice Awards en won het de "grote prijs" in de entertainment divisie op het Japanse Media Arts festival. Bij de BAFTA Awards won Wii Sports zes van de dertien categorieën: casual, gameplay, strategie & simulatie, sport, innovatie en multiplayer.

## Impact
Wii Sports speelde een sleutelrol in het wereldwijde succes van de Wii en was het eerste spel in de Wii-serie. Een direct vervolg genaamd Wii Sports Resort werd in 2009 uitgebracht. Het spel heeft meer te bieden aan gelegenheidsspelers, en nodigt vrouwelijke en oudere mensen uit ook eens een videospel te spelen. Ook zou het spel familieleden dichter bij elkaar brengen en kan het, bij gebruik op langere termijn, gebruikt worden om af te vallen. Een onderzoek onder 13 tot 15-jarigen uitgevoerd door de John Moores Universiteit van Liverpool, wees uit dat spelers 156% meer energie verbruiken dan een lichaam in rust en dit tegenover 60% energieverbruik door het spelen op een traditionele spelconsole. Ze stelden dat het geen vervanging van een echte sport was, maar wel kon helpen bij gewichtscontrole. Overigens zou het spel zorgen voor onvoldoende lichaamsbeweging, ondanks het feit dat er meer calorieën verbrand worden door het spelen op de Wii dan op traditionele spelconsoles. Wii Sports is onder andere als ondersteuning gebruikt bij fysiotherapie voor boksers in het Glenrose Rehabilitation Hospital in Canada, verlammingsslachtoffers in Minneapolis en Raleigh (North Carolina) en gewonde soldaten in Prescott (Arizona); Washington D.C.; en Landstuhl (Duitsland).

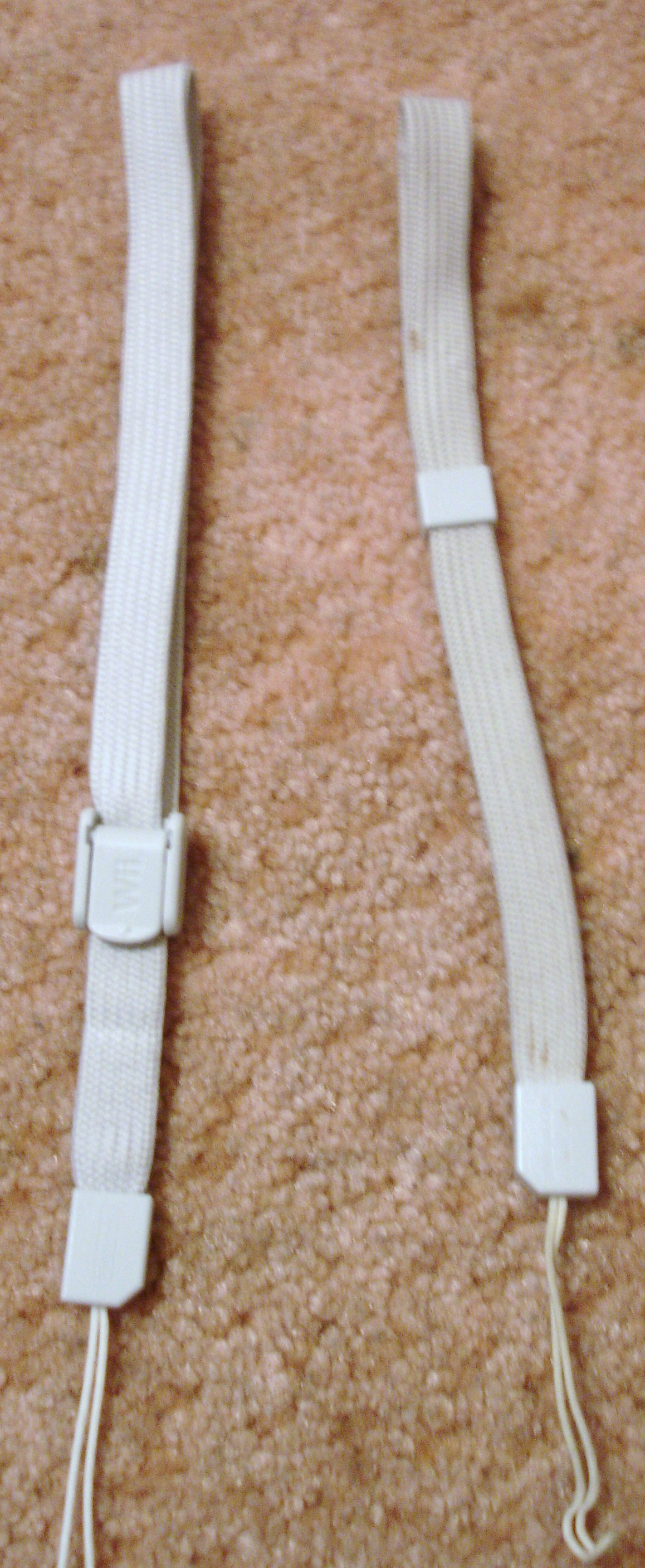
Het nieuwe Wii Remote polsbandje (links) vergeleken met het origineel (rechts).

Na de uitgave van de Wii liepen sommige spelers verwondingen op tijdens het spelen van Wii Sports, omdat ze per ongeluk andere spelers of objecten raakten terwijl ze met de Wii-afstandsbediening zwiepten. Bij deze golf van ongelukken kwam het ook voor dat de Wii-afstandsbedieningen door de kamer vlogen. Dit zette de directeur van Nintendo Satoru Iwata ertoe aan een campagne te starten om zo deze ongelukken te voorkomen. Een woordvoerder van Nintendo, Yasuhiro Minagawa, stelde dat "mensen zich erg gingen inleven, vooral bij het spelen van Wii Sports en dat hierdoor in sommige gevallen de Wii-afstandsbediening uit hun handen glipte." Nintendo reageerde hierop door 3,2 miljoen Wii-afstandsbedieningpolsbandjes terug te nemen en deze te vervangen door nieuwe die bijna twee keer zo dik waren. De overige verwondingen waren spierpijn en gewrichtspijn door het overmatig spelen van de gesimuleerde sporten.
Wii Sports is uitgegroeid tot een populaire bezigheid bij sociale bijeenkomsten en competities. Senioren in zorgcentra en bejaardentehuizen hebben verschillende competities gehouden in Wii Sports bowling. Het spel was ook te vinden op de Nederlandse Kampioenschappen Gaming in 2007 en 2008 waarbij voornamelijk het tennisonderdeel werd gespeeld. Ook website GameVillage.nl organiseerde in 2007 een Wii Sports-toernooi dat werd gehouden in het GameSyndicate in Den Haag. Toen het spel in Australië uitkwam organiseerden Nintendo en Myer, een Australische groothandel, een Wii Sports-tennistoernooi in januari 2007 te Melbourne. De winnaars namen het op tegen de professionele tennissers Pat Cash en Mark Woodforde en kregen een nieuwe Wii. Een onofficieel Wii Sports tennistoernooi genaamd "Wiimbledon", waaraan 128 mensen deelnamen, werd op 23 juni 2007 gehouden in de Barcade bar in Brooklyn (New York).
Wii Sports is verschillende malen op de televisie geweest. Het spel was te zien in reclames voor de Wii, op onder andere de zenders van RTL en Veronica en in nieuwsuitzendingen van de American Broadcasting Company en de National Broadcasting Company. Het spel verscheen ook in verschillende comedyshows. In een aflevering van Late Night with Conan O'Brien nam gastheer Conan O'Brien het op tegen zijn gast Serena Williams in een potje Wii Sports tennis. Bij de 80ste Oscaruitreiking waren, na afloop van een reclameblok, presentator Jon Stewart samen met actrice Jamia Simone Nash voor de grap een Wii Sports-tennisronde aan het spelen op een van de gigantische projectieschermen.

## Trivia
- Het spel is opgenomen in het boek 1001 Video Games You Must Play Before You Die van Tony Mott.